# Copersucar

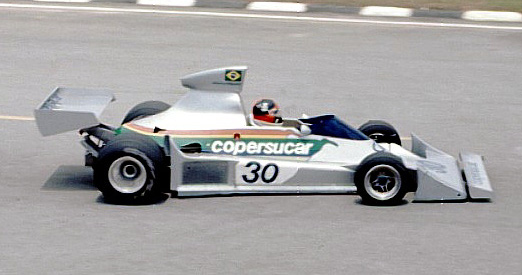
Emerson Fittipaldi i en av kooperativets bilar.

Copersucar, Cooperativa de Açucar e Álcool, är ett brasilianskt kooperativ som producerar rörsocker, alkohol och relaterade produkter. Det grundades 1 juli 1959 genom sammanslagning av tidigare existerande organisationer.
Kooperativet sponsrade under 1970-talet formel 1-stallet Fittipaldi.